# 미원 경주이씨 묘역
미원 경주이씨 묘역(米院 慶州李氏 墓域)은 충청북도 청주시 상당구 미원면에 있다. 2017년 3월 17일 청주시의 향토유적 제150호로 지정되었다.

## 개요
이공린(李公麟, 1437~1509)은 익재 이제현의 7세손으로 박팽년의 사위이다.  세조 2년(1456)에 일어난 사육신 사건에 연루되자외가(남양홍씨) 세거지인 청주 미원면 가양리로 퇴거한 후 그의 막내 아들 이곤(李鯤)의 후손이 청주에 정착하였다. 이곤의 아들 이잠(李潛, 1528~1575)과 손자 이득윤 등 경주이씨 청주 세거 문중의 유적이 남아 있다.